# Sholavandan
Sholavandan es una ciudad y nagar Panchayat situada en el distrito de Madurai en el estado de Tamil Nadu (India). Su población es de 22578 habitantes (2011).

## Demografía
Según el censo de 2011 la población de Sholavandan era de 22578 habitantes, de los cuales 11168 eran hombres y 11410 eran mujeres. Sholavandan tiene una tasa media de alfabetización del 82,41%, superior a la media estatal del 80,09%: la alfabetización masculina es del 88,98%, y la alfabetización femenina del 75,98%.